# Подмаячный (Оренбург)
Подмаячный — микрорайон в Промышленном районе города Оренбурга, на западной окраине города. Микрорайон известен неблагополучной криминальной обстановкой.

## История
С XIX века и до 50-х годов XX века на территории современного микрорайона велось самовольное строительство. Здесь селились приезжие без документов, беглые из стран Средней Азии и других регионов России. В образовавшемся посёлке сложилась хаотичная индивидуальная жилая застройка, постройки напоминали землянки, в конце 20-х годов XX века появилась неплановая застройка — Кирпичные ряды. Вначале посёлок назывался Курмыш, пока не получил название Подмаячный, или Подмаячный потому, что находился рядом с возвышенностью Маяк. Среди народа микрорайон был прозван Шанхаем и Ямой.
При раскопке траншеи для водопровода по улице Столпянского в 1980-х годах было найдено много гробов, что натолкнуло на мысль нахождения здесь в давнее время кладбища. При детальном обзоре был найден трёхгранный клинок 1800-х годов, который находится в Оренбургском краеведческом музее.